# 1978

## أحداث
- 7 أكتوبر : زلزال يضرب كوريا الجنوبية ويخلف 2 جريحا.
- بداية الصراع التشادي الليبي في 1978 والذي انتهى في 1987.
- بداية الحرب الأوغندية التنزانية في 1978 والتي انتهت في 1979.
- نهاية حرب أوغادين في 15 مارس 1978 والتي بدأت في 13 يوليو 1977.

### مارس
- 15 مارس - احتلال القوات الإسرائيلية لجنوب لبنان.

### مايو
- 15 مايو - افتتاح مدينة 15 مايو بقرار من الرئيس الراحل محمد أنور السادات.

### أغسطس
- 31 أغسطس - اختطاف الامام السيد موسى الصدر في ليبيا مع رفيقيه الشيخ محمد يعقوب والصحافي عباس بدر الدين في زيارة رسمية إلى هناك.

### سبتمبر
- 8 سبتمبر - القوات الحكومية البهلوية أطلقت النار علی المتظاهرين المحتجّين ضد حكم الشاه محمد رضا البهلوي ما سمّیت بالجمعة السوداء في إيران وأسفر عن مقتل حوالي 88 شخصا ويعتبر حدثا محوريا في مجرى الثورة الإيرانية الإسلامية.

## مواليد
- آدم يحيى غدن
- آناماريا مارينكا
- أبيساي شينينغاياموي
- أحمد الدوخي
- قيس الخنجي
- أدريان ريتشيوتي
- أرتشي تومبسون
- أرماندو وولي
- أرنو لولان
- أسرور عليكولوف
- أشتون كوتشر
- أفتاب شيفداساني
- أكمي كاندا
- ألاين ماسودي
- ألبرتو لوكي
- ألبرتو مارتن
- ألبيرتو ريفيرا بيزارو
- أليشا ديكسون
- أنتونيو غيدر
- أندريا كامبانيولو
- أندريس ميندوزا
- أندريه ماكينغا
- أندي داوسون
- أنطونيو راميرو بيريز
- أوسكار هيرنانديز (كرة مضرب)
- أوليغبك باكاييف
- أيومي هاماساكي
- إبراهيم أحمد عبد اللطيف
- إدوارد سيسي
- إدواردو سيزار غاسبار
- إريك أدو
- إناكي مونوز
- إنجي شرف
- إيان سومرهالدر
- إيدور غوديونسون
- إيغور سيمشوف
- إيميل مبينزا
- إيميل هيسكي
- ايميليو بالما
- بابا بوبا ديوب
- بابلو أمو
- باتريك ويردي
- باراسكيفاس أنتزاس
- باربرا موري
- باري فيرغسون
- باولو سيزار فونسيكا دو ناسيمينتو
- برونو باستو
- برونو تشيرو
- بنجاني مواروواري
- بوشعيب المباركي
- بوغدان لوبونت
- بول روبينسون
- بونافينتور كالو
- بيرتن تومو
- بيير فوغل
- تارين مانينج
- توفر غريس
- توماس دانيليفيشيوس
- توماش أويفالوشي
- توموكازو ميوجن
- تومي هاس
- تيم دي كلير
- جاسم بن حمد آل ثاني
- جاك أباردونادو
- جان جويل بيريير دومبي
- جان فرانسوا بيدينيك
- جانلوكا كوموتو
- جانلويجي بوفون
- جايمس بيتي
- جراح عبد اللطيف
- جنارو غاتوزو
- جهاد المنتصر
- جورجي أندراده
- جوسيب سيمونيتش
- جوش هارتنت
- جول إيبالي
- جوليان رودريغيز
- جوليو سيرجيو
- جون أوستر
- جون لجند
- جوناثان زيبينا
- جوناثان سيسما غونزاليز
- جوناثان ياغر
- جيرارد أوتيت
- جيرالد أسامواه
- جيرمي
- جيري فانيك (كرة مضرب)
- جيسن بيغز
- جيسون روبرتس
- جيسي متكالف
- جيمس بيتي
- جيمس فرانكو
- جيمي بولارد
- جيمي كاراغر
- جينيفر غودين
- جيول
- حسن رودباريان
- خافيير كاليخا
- خايمي غافيلان
- خوان رومان ريكيلمي
- خوان كابدفيليا
- خورخي لوبيز
- خوسيبا لورينتي إتشاري
- دانا غارسيا
- داني هيغينبوثام
- دانيل فان بوتين
- دانييل ألسوب
- دانييل ليوبويا
- دانييلي براشييلي
- دانييلي بورتانوفا
- داود بو عبد الله
- درة زروق
- دومينيك هرباتي
- ديابلو كودي
- ديان ستانكوفيتش
- ديديه دروغبا
- ديرك نوفيتسكي
- ديفيد دوكورتو
- راشد الدوسري
- رامي صبري
- راني مكرجي
- راوية روابحية
- رايمون سلويتر
- رسول خطيبي
- روبن راميريز هيدالجو
- روتسون كيلامبي
- رودريغو فارغاس
- رودولف دوالا
- روون فرنانديز
- ريتشارد كينغسون
- ريكاردو أليغريتي
- ريكاردو روشا
- ريكاردو غاردنر
- ريكاردو كارفاليو
- ريم إبراهيم الهاشمي
- ريهام عبد الغفور
- ريو فرديناند
- زدينيك بوسبيخ
- زوي بيل
- زينة السعيد
- زوي سالدانا
- زياد الجزيري
- ساتوشي ياماغوتشي
- سالفاتوري أرونيكا
- سانتياغو كابريرا
- ستيف تشين
- ستيفانو موروني
- ستيفن تومبسون
- سريت حداد
- سعدون الشمري
- سفيتوسلاف تودوروف
- سلمى بناني
- سليمان دياوارا
- سوتي سوكسومكت
- سول كي هيون
- سي ام بونك
- سيباستيان غروسجان
- سيديف إيفيتشي
- سيلستين بابايارو
- سيموني باروني
- سيموني تيريبوتشي
- شونسوكي ناكامورا
- شيموس أو شانيسي
- شين ويست
- طارق السيد
- طلال المشعل
- عبد الإله باغي
- عبد الله فيروز
- عبد السلام هيكل
- عبد السلام وادو
- عبد الله المغلوث
- عبد الله عسيري
- عبد الله فاييه
- عبد الله الشريف
- عثمان سانو
- عثماني ندوي
- علي العمري (لاعب كرة قدم)
- علي سعيدي سيف
- علي كريمي
- عمر تشوموغو
- عمر سمرا
- عيسى تراوري
- عيضة المنهالي
- غابرييل هاينزه
- غاري نايسميث
- غاستون غاوديو
- غافن مكان
- غايل غارسيا برنال
- غوستافو مونوا
- غويلاوم داه زادي
- غينارو ديلفيكيو
- فابين أودارد
- فابيو فيرماني
- فابيو كاسيرتا
- فرانسوا موديستو
- فرانك كودري
- فرج لهيب
- فرناندو ميرا
- فريدريك بيكيون
- فضيل
- فكري الحبيشي
- فلاديمير أروتينيان
- فلاديمير فيس
- فهد دابس
- فيرناندو داكوستا
- فيليب دايمز
- فيليب كريستانفال
- فيليبو أنتونيلي
- كاثرين هيغل
- كاخا كالادزه
- كاريس يوليانتو
- كالي (لاعب كرة قدم)
- كرستينا هندريكس
- كريستوف دابروفسكي
- كريستوف روخوس
- كريستوف سبيتشر
- كريستيان مايكون هينينغ
- كريستيانو لوباتيلي
- كريم سلامة
- كنعان ورسم
- كوبي براينت
- كولن بنجامين
- كيرون داير
- كيفن كيم
- لوتشيانو زاوري
- لورين أمبروز
- لورينت كورتوا
- لوسيا جيمنيز
- لوسيو
- لوكا أرياتي
- لوكاس نيل
- لويس براون
- لويس غارسيا
- لي سو ين
- لي ويفينغ
- ليلى ال
- ليماري نادال
- ليوناردو دي ديوس سانتوس
- ليونيل سكالوني
- مارتن فيركيرك
- مارسيل مالتريتز
- ماركو روسي (مواليد 1978)
- ماركو مالاغو
- ماركوس دانييل
- ماريانو زاباليتا
- ماريو بيرميخو
- ماريو ريغيرو
- ماريوس بوبا
- ماريوس جوب
- ماساماسو تشانغاي
- ماسيمو باتشي
- ماسيمو موتاريلي
- ماكسيم شاتسكيخ
- مايكل رسل (كرة مضرب)
- محمد أبو تريكة
- محمد المقرن
- محمد بويري
- محمد نجاتي
- محمد نور
- محمدو سيديبي
- مصطفى حسني
- معز مسعود
- ملالي جويا
- مليسيا توريو
- مهدي رجبزاده
- موسى لاتونجي
- ميركو بييري
- ميروسلاف كلوزه
- ميستا
- ميشيل رودريغز
- ميغومي تويوغتشي
- ميكائيل نيلسون (لاعب سويدي)
- نادين آنجرير
- نايجل كوازي
- ندين تحسين بك
- نك بيرغ
- نوال محمد
- نيكول شيرزينغر
- نيكولاس رابويل
- نيكولاس نكولو
- نيللي فرتادو
- هاري كيويل
- هايدن شلوسبيرغ
- هاينز مولر
- هشام سليمان
- هيثم طمبل
- هيديكي كيتاجيما
- والتر سامويل
- وانغ بينغ
- ويد إيليوت
- ويلفريد بوما
- ياسر القحطاني
- يان شيماك
- يان فينغور أوف هيسلينك
- يزيد منصوري
- يوجي ناكازاوا
- يوهان ديمونت
- ييلديراي باشتورك
- يوسف الفضلي

### يناير
- 10 يناير - كاناكو ميتسُهاشي، ممثلة أداء صوتي يابانية.
- 24 يناير - مارك هيلدريث، ممثل كندي.

### أبريل
- 15 أبريل -
  - محمد نجاتي، ممثل مصري.
  - أوستن أرييس، مصارع أمريكي.
- 21 أبريل - خالد بن الوليد بن طلال بن عبد العزيز آل سعود، أمير سعودي.

### مايو
- 4 مايو - دايسكي أونو، ممثل أداء صوتي ياباني.

### يونيو
- 7 يونيو - محمد المقرن، شاعر سعودي.
- 22 يونيو - ندين تحسين بك، ممثلة سورية.

### أغسطس
- 4 - ساتوشي هينو، ممثل أداء صوتي ياباني.
- 9 - غادة الفيحاني، ممثلة بحرينية.

### سبتمبر
- هنادي زكريا الهندي، أول ربانة سعودية.

### أكتوبر
- 18 أكتوبر - مينورو شيرايشي، ممثل أداء صوتي ياباني.
- 26 أكتوبر - إيفا كايلي، سياسية يونانية.

### نوفمبر
- 26 نوفمبر - جون فُكُياما، ممثل أداء صوتي ياباني.
- 28 نوفمبر - آيمي غارسية، ممثلة أمريكية.

### ديسمبر
- 4 ديسمبر - ميري بن آري، عازفة كمان إسرائيلية.

## وفيات
- أحمد حسين الغشمي
- أحمد مخيمر
- ألفرد جورج النقاش
- أنستاس ميكويان
- الحاج محمد العنقة
- بروس كاتون
- تتسو كاتاياما
- تشارلز إيمس
- جاك وارنر
- عبد الله بن علي العمودي
- جولدا مائير
- جومو كينياتا
- جينز أوتو كراغ
- حسن جوهر حيات
- دولت أبيض
- جيم جونز
- خالد عيد أحمد عيد
- رونالد نوريش
- ريكاردو زامورا
- زوزو شكيب
- زينات صدقي
- سالم ربيع علي
- سعيد فريحة
- صقر الرشود
- طوني فرنجية
- عائشة المرطة
- عبد الحليم محمود
- عبد الكريم دالي
- عبد المنعم أمين
- عثمان أمين
- عز الدين القلق
- فؤاد سفر
- فريدريك جورج باين
- فنسانت دو فينيو
- فيليب حتي
- كارل مان سيغباهن
- كارلو سكاربا
- كورت شتودنت
- كورت غودل
- ماكس مالوان
- محمد الحليوي
- محمد علي عامر المجيعي
- مصطفى إسماعيل (مقرئ)
- مصطفى حسني الحاج عيد
- مهنا أبو غنيمة
- ميلادين راملياك
- نازلي صبري
- نجيب سرور
- نورمان روكويل
- هارولد لاسويل
- هاري مارتنسون
- هنري كوريل
- وديع حداد
- ويسلي بولين
- يوحنا بولس الأول
- يوسف السباعي
- ياسين الحافظ

### مايو
- 9 مايو - ألدو مورو رئيس وزراء إيطالي سابق.

### سبتمبر
- 9 سبتمبر - محمد بن الحسن الوزاني، سياسي وصحفي مغربي.

### ديسمبر
- 25 ديسمبر - صقر الرشود مخرج كويتي.
- 27 ديسمبر - هواري بومدين الرئيس الجزائري الراحل.

## نال جائزة نوبل
- في الفيزياء – السوفييتي بيوتر كابيتسا والأمريكيان آرنو بينزياس وروبرت ويلسون.
- في الكيمياء – البريطاني بيتر ميتشل.
- في الطب – السويسري فرنر أربر والأمريكيان دانيال ناتان وهاملتون سميث.
- في الأدب – الأمريكي إساك سنجر.
- في السلام – المصري محمد أنور السادات والإسرائيلي مناحم بيجن.
- في الاقتصاد – الأمريكي هيربرت سيمون.

## موسيقى
- استغاثة من أرضي في محنة (أغنية) خلال أوبرا الروك ستارمانيا للمغني دانييل بالافوين